# Hovedbanen
La Hovedbanen (la ligne principale en français) est la première ligne de chemin de fer de Norvège. La ligne, d'une longueur de 68 km, a été mise en service en 1854.

## Gares desservies

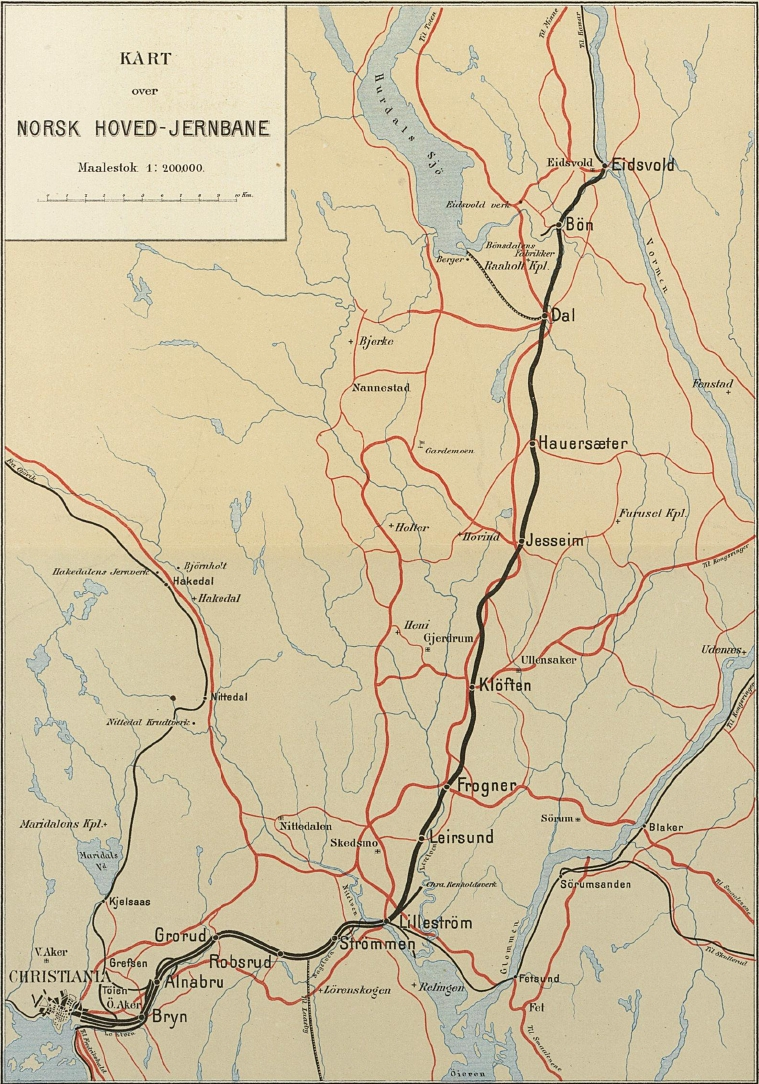
Carte de la ligne Hovedbanen de 1904

- Oslo
- Bryn
- Alna
- Nyland
- Grorud
- Haugenstua
- Høybråten
- Lørenskog
- Hanaborg
- Fjellhamar
- Strømmen
- Sagdalen
- Lillestrøm
- Leirsund
- Frogner
- Lindeberg
- Kløfta
- Jessheim
- Nordby
- Hauerseter
- Dal
- Eidsvoll